# Унифицированные идеограммы ККЯ — расширение H
Унифицированные идеограммы ККЯ — расширение H (англ. CJK Unified Ideographs Extension H) — блок символов стандарта Unicode, предназначенный для кодирования дополнительных редких, исторических и региональных китайских иероглифов, используемых в китайском, японском, корейском и вьетнамском языках. Является частью серии расширений для блока CJK Unified Ideographs и был включён в спецификацию Unicode версии 15.1, выпущенной в сентябре 2023 года.

## Общая информация
- Диапазон кодов: U+31350 — U+323AF
- Количество символов: 4 192
- Версия Unicode: 15.1
- Год включения: 2023
- Система письменности: логографическая (ханьцзы / кандзи / ханча)

## Назначение
Extension H предназначено для:
- Расширения покрытия редких иероглифов, встречающихся в исторических документах.
- Удовлетворения запросов учёных, архивистов и специалистов по лексикографии.
- Поддержки региональных вариантов написания символов, которые ранее не имели цифровых кодов.

## Поддержка и отображение
На момент публикации Unicode 15.1, поддержка Extension H в системных шрифтах и программном обеспечении остаётся ограниченной. Корректное отображение символов возможно только при использовании специализированных шрифтов, таких как:
- HanaMin (частично)
- Unihan Font Projects (при обновлениях)
- Перспективно — Noto Sans CJK (в будущих релизах)

Для корректного отображения также требуется актуальная версия операционной системы и приложения с поддержкой Unicode 15.1.